# Annulares
Annulares är ett släkte av insekter. Annulares ingår i familjen myrlejonsländor.
Kladogram enligt Catalogue of Life:
| Annulares | \| \| Annulares annulatus \| \| \| \| \| \| Annulares aspoecki \| \| \| \| \| \| Annulares lanner \| \| \| \| |
|           | \| \| Annulares annulatus \| \| \| \| \| \| Annulares aspoecki \| \| \| \| \| \| Annulares lanner \| \| \| \| |
|           | Annulares annulatus                                                                                           |
|           | |
|           | Annulares aspoecki                                                                                            |
|           | |
|           | Annulares lanner                                                                                              |
|           | |